# Saksenspiegel
De Saksenspiegel (Middelnederduits: Sassen Speyghel, Duits Sachsenspiegel) is een rechtsboek uit de dertiende eeuw waarin ridder Eike van Repgow het gewoonterecht in Saksen beschreef.

## Inleiding

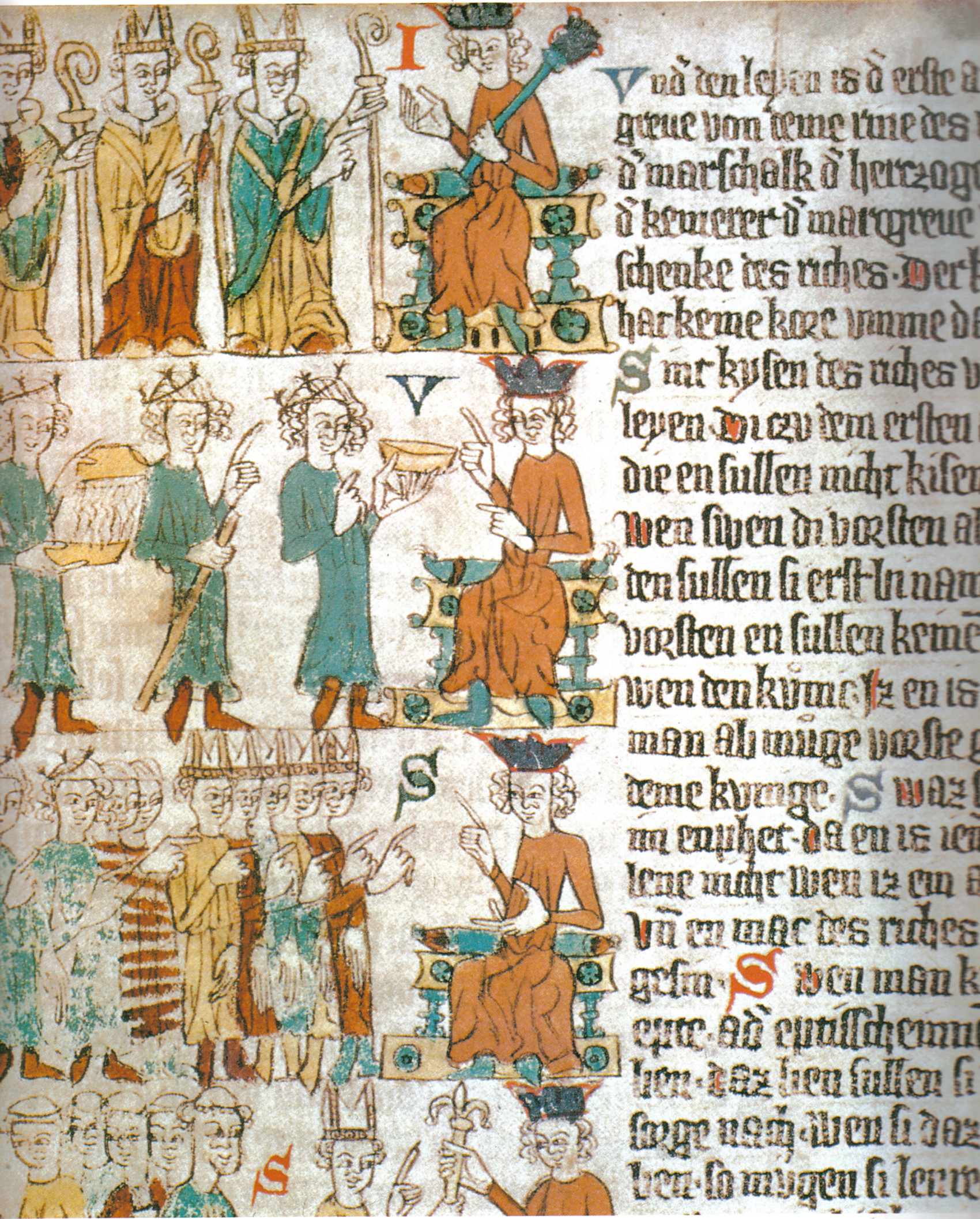
(Heidelberger Sachsenspiegel, 1300)

De auteur van de Saksenspiegel, de Saksische ridder Eike van Repgow, heeft dit boek deze naam gegeven, zoals blijkt uit het vrij vertaalde, berijmde voorwoord (Vorrede in Reimparen) dat in een van de kopieën staat die tot ons zijn gekomen. Tot op heden gaat men ervan uit dat het voorwoord op rijm later is toegevoegd door iemand die net doet alsof hij Eike van Repgow is.
Volgens Roethe is echter minstens een deel van het voorwoord door Eike zelf vervaardigd. Het voorwoord kan namelijk in tweeën gedeeld worden: de ‘voorrede in strofen’ en de ‘voorrede in rijmparen’. Roethe stelt dat deze twee gedeelten in persoonlijkheid en in de gebruikte techniek verschillen, en derhalve het werk zijn van twee verschillende auteurs. Het tweede deel, de ‘voorrede in rijmparen’ kan volgens hem alleen worden toegeschreven aan Eike van Repgow. Zijn zienswijze heeft nooit tot de heersende leer behoord. 
De oerversie van de Saksenspiegel, geschreven in het Latijn, was er al omstreeks 1210 en later, tussen 1220 en 1235, werd hij door de auteur zelf in het Middelnederduits vertaald in opdracht van graaf Hoyer von Falkenstein.
Hiermee is de Saksenspiegel het eerste omvangrijke prozawerk in de volkstaal van het geldende gewoonterecht. Tot dan toe waren er enkel optekeningen ofwel in de volkstaal maar dan in rijmen, ofwel in proza maar dan in het Latijn. Alleen het Mülhauser Reichsrechtsbuch was ouder (hoewel ook omvangrijk en in volkstaalproza), maar dat beschrijft veel meer stadsrecht, wat buiten het bestek van de Saksenspiegel valt.

## De Saksenspiegel als rechtsboek
De Saksenspiegel behoort tot de categorie van rechtsboeken. Een rechtsboek is een op privé-initiatief ondernomen weergave van wat volgens de auteur, naar zijn beste weten, geldend recht is. Een andere goede omschrijving van de term rechtsboek is ‘omvangrijk overzicht van de rechtspraktijk in verschillende gerechten’. Eike van Repgow wordt gezien als de stamvader van het rechtsboekentijdperk, dat in de dertiende eeuw aanvangt en ruwweg tot 1500 loopt.
Een rechtsboek is dus geen product van wetgevende activiteit in het Heilige Roomse Rijk gedurende de middeleeuwen. 
Rechtsboeken zijn meestal het (literaire) werk van individuele personen, ervaren op het gebied van het gewoonterecht. Ze zijn de eerste ‘wetenschappelijke’ verhandelingen over het Duitse recht. Ze werden bijna allemaal geschreven op het moment dat in de meeste delen van het huidige Duitsland Romeins recht niet eens bekend was of nog slechts in geringe mate invloed uitoefende op de plaatselijke gebruiken en gewoontes. Van het begin af had geen enkel rechtsboek de autoriteit van gecodificeerde wetgeving, maar in de praktijk keek men op tegen sommige rechtsboeken en werden sommige soms feitelijk gebruikt als wetboeken. Johann von Buch, auteur van de grote glosse bij de Saksenspiegel, beweerde, dat de Latijnse oerversie van de Saksenspiegel gewoon een weergave was van wetten die hij “privileges” noemde, van oude keizers, zodat het rechtsboek volgens hem materieel wel degelijk voor een groot deel wetgeving was. Van de Duitse rechtsboeken is de Saksenspiegel het belangrijkste. Het is het oudste en in originaliteit en diepte verreweg het mooiste boek.

## Invloed van de Saksenspiegel
De Saksenspiegel werd hoe dan ook zo hoog aangeslagen dat hij eeuwenlang werkte alsof het door de overheid uitgevaardigde wetgeving was. Het intellectuele en morele gezag van de Saksenspiegel, dus eigenlijk het gezag van het erin vastgelegde gewoonterecht, lieten hem wedijveren met de in de dertiende eeuw reeds opkomende en toenemende invloed van bepalingen van overheidswege. 
De Saksenspiegel is ook van groot belang voor de rechtsgeschiedenis omdat het rechtsboek meer dan lokale betekenis kreeg en zich verspreidde over een gebied dat zich uitstrekt van de Nederlanden tot Letland. Het boek kreeg dus blijkbaar ook gezag buiten het gebied waar overwegend Saksen zaten. Honderden manuscripten in vele talen getuigen nog van de zegetocht van Eike’s rechtsboek. Het boek is meerdere malen bewerkt, eerst door Eike van Repgow zelf, later door anderen. Het is vertaald in zowel het Nederlands, Pools, Tsjechisch, Russisch en Japans, en terugvertaald in het Latijn. Kopieën en gedeeltelijke kopieën van de Saksenspiegel bereikte het aantal van 460 voor de komst van de drukpers.
In Nederland heeft de Saksenspiegel vooral in het oosten van het land grote invloed gehad, omdat daar dezelfde voorstellingen en gebruiken bestonden die in dit geschrift waren beschreven, en omdat de betrekkingen met het Duitse rijk in het oosten het sterkst waren en bleven. De invloed blijkt ook uit het relatief grote aantal bewerkingen dat de Saksenspiegel in dit gebied onderging . In sommige delen van Duitsland (Thüringen, Anhalt) werd de Saksenspiegel nog tot 1900, en een enkele keer zelfs daarna nog, als bron van geldend recht erkend.

## Landrecht en leenrecht
De Saksenspiegel is verdeeld over het landrecht en het leenrecht. Het landrecht is het meer algemene recht, het recht wat het hele gebied van de Saksen aangaat. Leenrecht regelt de feodale verhoudingen, die in eerste aanleg personeel waren, berustend op persoonlijke banden door eden van trouw . Alleen van het leenrecht is de Latijnse oerversie tot ons gekomen (althans volgens sommigen). Vrouwen waren als groep uitgesloten van het leenrecht, net zoals kooplieden, geestelijken, dorpsbewoners, rechtelozen of lieden van onechte geboorte en al degenen die hun ridderlijke stand niet terug konden voeren tot hun vader of grootvader, of liever gezegd op de ridderlijke leefwijze van hun vader en grootvader, aldus Leenrecht 2 § 1. Het was wel degelijk zo dat vrouwen een leen konden verkrijgen (door erfopvolging), het zogeheten spilleleen, waarbij dan een man als “hulder” op moest treden, die de belening via “commendatio” namens haar ontving. Scepterleen was de aanduiding van het leen dat aan een geestelijke - meestal een bisschop of abt - was uitgegeven. Bij belening aan geestelijke instellingen (zoals kloosters) als rechtspersoon moest een “sterfman” worden aangewezen voor de duur van wiens leven de belening zou gelden. Scepterleen en spilleleen sloten in elk geval uit dat anderen de bewuste leengoederen als normale vazallen in normaal leenrecht hadden. Onbelangrijk waren deze “uitzonderingslenen” dus sowieso niet. Zie bijvoorbeeld ook Leenrecht 2 § 7 om te constateren dat ook geestelijken en vrouwen zonder heerschild (wat bisschoppen overigens veelal wel hadden) volop, en met maximaal effect, mee konden doen aan de feodale rechtshandelingen, zolang het ging om objecten die geen verplichting tot rijksdienst impliceerden. Het leenrecht is een gebied waarvan de verwachting is dat daarin de vrouw echt helemaal “nergens” is, al was het maar omdat vrouwen niet geacht werden zwaarden te hanteren, waar het allemaal om draaide, maar dat blijkt dus wel mee te vallen. De feodale terminologie en eigenaardigheden maken het leenrecht veel ontoegankelijker dan het landrecht.

## Saksenspiegel als "spiegel"
De term “spiegel” verwijst naar het Latijnse woord speculum, dat staat voor een type moralistische belerende geestelijke literatuur uit de middeleeuwen. Theuerkauf vraagt aandacht voor de betekenis van en verhouding tussen de begrippen lex, speculum en compendium iuris. Hij maakt de observatie dat er drie momenten geweest zijn in de geschiedenis van de Saksen tussen 800 en 1540 waar het landrecht van de Saksen gestructureerd werd en concludeert dat een speculum (waaronder de Saksenspiegel) niet is bedoeld als een wetboek, maar dat deze benaming aan de tekst morele kwaliteit suggereert en daardoor betrekking heeft op zowel theologie als recht.
De speculum, de ‘spiegel’, die de mensen voorgehouden wordt, is niet alleen een afbeelding van het recht, maar moet ook een voorbeeld stellen. De bedoeling is dat de Saksen zichzelf, en hun recht, voortaan kunnen corrigeren aan de hand van de spiegelende weergave van hun eigen tradities. Dit idee kan heel goed afgeleid zijn van de brief van Jacobus:
“Aanvaard de boodschap die in u is geplant en die u kan redden. Vergis u niet: alleen horen is niet genoeg, u moet wat u gehoord hebt ook doen. Want wie de boodschap hoort maar er niets mee doet, is net als iemand die het gezicht waarmee hij is geboren in de spiegel bekijkt: hij ziet zichzelf, maar zodra hij wegloopt is hij vergeten hoe hij eruitzag. Wie zich daarentegen spiegelt in de volmaakte wet die vrijheid brengt, en dat blijft doen, niet als iemand die hoort en vergeet, maar als iemand die ernaar handelt – hem valt geluk ten deel, juist om wat hij doet.”
De auteur van de Saksenspiegel spoorde, indien Eike deze bijbelplaatsen in zijn hoofd had, de lezers van zijn boek dus aan om het gevonden oordeel niet enkel te horen, maar er ook daadwerkelijk naar te handelen, zodat ze recht beoefenden. En als Kisch één ding duidelijk maakte, dan is het dat Eike een gedegen “parate” kennis had van de Bijbel.
De Saksenspiegel kan ook gekarakteriseerd worden als een verzameling van in abstracto gevonden oordelen. De auteur gaf in zijn tekst voortdurend aan wat naar zijn beste weten het juiste antwoord moest zijn op vragen die een rechter kon stellen over de inhoud van het geldend gewoonterecht inzake veelvuldig voorkomende kwesties. Uit de verluchting valt af te leiden dat het oordeel vinden voor een goed deel een kwestie was van zich laten voorlichten door God in de hemel (de Heilige Geest die door Eike zelf wordt aangeroepen in de aanhef van zijn Prologus). God spiegelt vanuit de hemel het volmaakte recht (dat Hij Zelf is, zoals Eike even later zegt) naar de goede oordeelvinder toe. Niet voor niets is de oordeelsrozet in de Saksenspiegel in werkelijkheid een lichtverschijnsel, een ster die de weg wijst.

## Eike van Repgow, de auteur van de Saksenspiegel

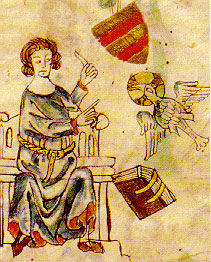
Eike von Repgow. Oldenburger Sachsenspiegel

Over de auteur, Eike van Repgow, is weinig bekend. Wanneer Eike van Repgow precies geleefd heeft, is niet bekend. Aangenomen wordt dat hij leefde van circa 1180 tot 1235. Zijn voorouders kwamen van oorsprong uit Oostfalen. Vanaf het jaar 1150 hebben we berichten van een familie in het gebied van de Saksen die woonde tussen de rivieren Saale en Mulde die zichzelf noemde naar het dorpje Reppichau. De naam Eike van Repgow duikt op in zes oorkonden in het gebied tussen Maagdenburg en Meissen. In deze oorkonden, die dateren tussen 1209 en 1233, wordt hij steeds als één der getuigen genoemd. Op basis van deze oorkonden kan vermoed worden dat hij in 1180 geboren is. Een oorkonde uit het jaar 1215 groepeert de getuigen in nobiles en ministeriales en plaatst Eike in de eerstgenoemde groep. Later, in 1219, wordt Eike opgevoerd als een ministeriaal. Volgens Van Hoek is het bij voorbaat niet uitgesloten dat Eike op latere leeftijd dienstman geworden is van graaf Hoyer, aan wie de Saksenspiegel is opgedragen. Men heeft op grond van Eikes rechtskennis en op grond van het feit dat de zes oorkonden in verschillende plaatsen werden opgemaakt, wel geopperd dat Eike schepen is geweest in meerdere plaatsen. Een schepen was een lid van college, die op verzoek van de rechter oordelen vond in rechtszaken. Als een rechter om een oordeel vroeg, mocht een schepen in principe niet weigeren een oordeel te vinden. Drie schepenen konden weigeren, maar de vierde moest in ieder geval een oordeel vinden. Het college van schepenen was ingesteld door Karel de Grote. Zij moesten de vaste oordeelvinders zijn in de processen die “onder koningsban” gevoerd werden. In Saksen was de functie van schepen in Eikes tijd erfelijk geworden. De “schepenstoel” ging over van de schepen als vader op zijn oudste zoon. Dat zorgde voor extra status van leden van geslachten die schepenen konden leveren. Eike zal zelf deel hebben uitgemaakt van die stand en vermoedelijk zelf, als oudste zoon, schepen geweest zijn.

### Eike en de tweekamp
Eike was in ieder geval goed opgeleid, mogelijk ontving hij onderricht in een kerk of kloosterschool. Hij had kennis van het Latijn, had kennis van de Bijbel, canoniek recht en van Duitse en Latijnse literatuur. Hij was zeker goed ingelicht over de geldende regionale rechtspraktijken. Mogelijk heeft hij een opleiding gehad in de zeven kunsten in Halberstadt of Maagdenburg. Een mogelijkheid is dat Eike op latere leeftijd geestelijke is geworden. Deze hypothese kan onderbouwd worden door het feit dat Eike in veel verschillende tekstplaatsen in de Saksenspiegel verwijst naar de Vulgaat. Een bezwaar tegen deze hypothese is dat hij opvallend hardnekkig vasthoudt aan godsoordelen, zelfs de gerechtelijke tweekamp. Een aantal pausen had hun ongenoegen al geuit over deze ‘barbaarse’ praktijken en in 1215 werd deze praktijk definitief verboden door de kerk, in het Vierde Lateraans Concilie. Dit concilie wordt gezien als het belangrijkste van de middeleeuwse concilies. Tevens werd de gerechtelijke tweekamp ook verboden door keizer Frederik II, de keizer ten tijde van Eike van Repgow’s schrijversactiviteiten. Zou Eike daar allemaal geen weet van hebben gehad? 
Als geestelijke zou Eike dit hebben moeten weten, maar hij beschreef nu eenmaal het de facto in zijn contreien vigerende recht. De tweekamp blijkt gewoon onuitroeibaar Saksisch gewoonterecht te zijn gebleven, objectief recht. Wel zou van een geestelijke protest daartegen verwacht mogen worden in de trant van Eikes protest tegen de lijfeigenschap als objectief Saksisch gewoonterecht. Het valt op dat de voorbereidingen op de tweekamp in de Saksenspiegel wel heel minutieus beschreven worden (Landrecht I, 63). Eike moet die voorbereiding met eigen ogen hebben gezien en waarschijnlijk meerdere malen. Hij lijkt een zekere voorliefde gehad te hebben voor de folklore met betrekking tot de tweekamp. Wat dat betreft moet hij, als hij op latere leeftijd geestelijke is geworden, bepaald een bekering hebben ondergaan. Wellicht had hij te maken met een klooster dat nog steeds kampvechters inhuurde om voor het klooster te vechten als de nood aan de man kwam. Als Eike geestelijke werd, dan moet hij zijn eigen Saksenspiegel verder gelaten hebben voor wat hij was. Dat past eigenlijk alleen bij iemand die zich teleurgesteld helemaal terugtrekt uit de wereld, zonder nog een poging te doen eigen oude fouten te corrigeren. Interessant is ook dat de verluchting, die in het geval van O zeker in een klooster is vervaardigd, nog steeds uitbundig de bewuste voorbereiding op de tweekamp in beeld brengt. 
In Landrecht III 62 vertelt Eike hoe de geografische inrichting is van “het land van Saksen”, waarvan de gebiedsdelen bij toerbeurt door de keizer bezocht worden om er hof te houden. Dan geeft hij aan welke zeven “vaanlenen” er binnen het land van Saksen zijn. Vaanlenen zijn door de keizer rechtstreeks aan vazallen in leen gegeven gebieden, die ook, als ze eventueel vrijgekomen zijn, weer door hem persoonlijk in leen gegeven dienen te worden. Ten slotte geeft hij aan welke aartsbisdommen en welke gewone bisdommen er zijn binnen het land van Saksen. 
De Saksische Wereldkroniek (Sächsische Weltchronik, gedateerd op 1230-1275) wordt ook op naam gezet van Eike van Repgow. Dit lijvige boek is een verluchte samenvatting over de wereldgeschiedenis en een catalogus van Romeinse keizers tot de periode waarin Eike zelf leefde.

## Handschriften
In de overlevering van de tekst en de geschiedschrijving over de Saksenspiegel spelen de zogenaamde codices picturati, de vier verluchte handschriften een grote rol. Hieraan besteedde men veel aandacht. Vooral de handschriften te Dresden, Heidelberg en Wolfenbüttel zijn vaak het voorwerp van bestudering geweest. Deze handschriften zijn de klassieke objecten van de beoefening van de rechtsiconologie in Duitsland.